# Вазе стила палата
Вазе стила палата хронолошки се сврставају у средњоминојско доба. За разлику од ваза камарес стила, ове вазе су далеко боље по чврстини зидова и њиховој фактури, а ни у стилизацији не заостају за првим: палмете, лотоси и други орнаментални мотиви чине њихове зидове израженијим. По својим размерама и запремини знатно су веће од претходних. Рађене су типолошки са високим вратом, који се завршава широким и хоризонтално постављеним отвором. Што се тиче избора типова, он је скроман, и сви су углавном јајолики са равним дном, а ретко која има издвојени стоп.